# Jaroslav Němec
Jaroslav Němec (* 14. August 1978 in Ostrau) ist ein tschechischer Künstler und Maler.

## Leben
1999 legte er seine Prüfung im Fach Malerei an der industriellen-künstlerischen Schule in Ostrau ab. Danach arbeitete er als Kulturorganisator und -veranstalter im Kulturzentrum. 2002 wechselt er in die Galerie 10, 2003 in das städtische Informationszentrum in Štramberk.

## Werke
Seine Bilder stellt er seit 1996 regelmäßig aus. 2001 drehte er den Musikfilm Der gebrochene Engel (Polámaný anděl). Neben Kameraführung, schrieb er hierzu das Drehbuch  und führte Regie. 2002 drehte er den Dokumentarfilm Haus (Barák).
Er ist an Projekten mit seiner Frau Martine Dragon, den Gruppen The pych und Facing West Trio sowie dem Musiker Jan Gajdica beteiligt.
Siehe auch: Liste von Malern